# 京都府道449号本庄和知停車場線
京都府道449号本庄和知停車場線（きょうとふどう449ごうほんじょうわちていしゃじょうせん）は、京都府船井郡京丹波町を通る、かつて存在した一般府道である。

## 概要
船井郡京丹波町本庄の兵庫県道・京都府道59号市島和知線からJR西日本山陰本線 和知駅に至る。
JR西日本山陰本線 和知駅前のわずかな府道。

### 路線データ
- 起点：船井郡京丹波町本庄（兵庫県道・京都府道59号市島和知線交点）
- 終点：船井郡京丹波町本庄（JR西日本山陰本線 和知駅前、京都府道448号和知停車場線起点）

## 路線状況

### 重複区間
- 京都府道448号和知停車場線（船井郡京丹波町本庄）

## 地理

### 通過していた自治体
- 船井郡京丹波町

### 交差していた道路
| 交差していた道路                       | 交差していた場所 | 交差していた場所 |
| -------------------------------------- | ---------------- | ---------------- |
| 兵庫県道・京都府道59号市島和知線       | 本庄             | 起点             |
| 京都府道448号和知停車場線 重複区間起点 | 本庄             |                  |
| 京都府道448号和知停車場線 重複区間終点 | 本庄             | 終点             |

### 沿線
- 京丹波町役場 和知支所
- 京都北都信用金庫 和知支店
- 南丹警察署 和知駐在所
- JR西日本山陰本線 和知駅